# Kempten
Kempten (nemško: [ˈkɛmptn̩], švabsko nemško Kempte) je največje mesto Allgäua na Švabskem, na Bavarskem v Nemčiji. Leta 2016 je imelo mesto okoli 68.000 prebivalcev. Območje so verjetno prvotno naselili Kelti, kasneje pa so ga prevzeli Rimljani, ki so mesto poimenovali Cambodunum. Kempten je najstarejše mestno naselje (mesto) v Nemčiji.

## Zgodovina

### Predrimsko obdobje
Grški geograf Strabon omenja leta 50 pr. n. št. mesto keltskih Estionov z imenom Kambodunon. To velja za najstarejše pisno omembo katerega koli nemškega mesta. Doslej ni bilo mogoče najti nobenih arheoloških dokazov, da je ta keltska naselbina res obstajala.

### Rimsko obdobje
Leta 15 pred našim štetjem so rimske čete pod vodstvom Nerona Klavdija Druza in njegovega brata Tiberija osvojile in uničile obstoječo keltsko naselbino. Kasneje je naselje dobilo ime Cambodunum. V naslednjih letih je bilo mesto prezidano po klasičnem rimskem mestnem načrtu s kopališči, forumom in templji. Sprva v lesu, je bilo mesto kasneje, po uničujočem požaru, ki je leta 69 našega štetja uničil skoraj celotno mesto, obnovljeno v kamnu. Mesto je morda služilo kot glavno mesto province Retija v 1. stoletju, preden je to vlogo prevzel Augsburg. Obsežna arheološka izkopavanja ob koncu 19. stoletja in ponovno v 1950-ih na takratnem obrobju Kemptna so odkrila obsežne strukturne temelje.
Mesto so leta 233 našega štetja ponovno uničili Alemani, pleme Svebi. Prvotno mesto Cambodunum je bilo nato opuščeno in naselje se je preselilo na strateško varnejšo lokacijo na hribu Burghalde s pogledom na reko Iller.
Sredi 5. stoletja so zadnje rimske čete zapustile območje in mesto so v celoti prevzeli Alemani.

### Srednji vek
Potem ko so Rimljani zapustili naselje, so ga s hriba prestavili na ravnice ob reki Iller. V pisnih virih se mesto pojavlja kot Cambidano. Ker je mesto še vedno pretežno alemansko, so mesto leta 683 znova uničili Franki zaradi podpore mesta vstaji proti frankovskemu cesarstvu.
Okoli leta 700 je bil zgrajen samostan – Knežja rezidenca, Kempten, prvi v regiji Allgäu, ki sta ga ustanovila dva benediktinska meniha iz samostana St Gallen, Magnus von Füssen in Theodor. Audogar je bil prvi opat novega benediktinskega samostana. S finančno in lobistično podporo žene Karla Velikega Hildegarde, alemanske princese, je samostanu uspelo postati eden najbolj privilegiranih v Frankovskem cesarstvu.
Po večkratnem pustošenju Madžarov je Ulrik Augsburški, škof v Augsburgu in tudi opat Kemptna, leta 941 začel obnavljati samostan in mesto.
Leta 1213 je sveti rimski cesar Friderik II. opate razglasil za člane Reichstaga in opatu podelil pravico, da nosi naziv vojvoda. Leta 1289 je nemški kralj Rudolf I. podelil tudi posebne privilegije mestnemu naselju v dolini reke, s čimer je postalo svobodno cesarsko mesto Kempten. Leta 1525 so bile prodane zadnje lastninske pravice opatov v cesarskem mestu v tako imenovanem »velikem nakupu«, s čimer se je začelo sožitje dveh samostojnih mest, ki nosita isto ime drug poleg drugega. Več konfliktov je nastalo po tem, ko se je cesarsko mesto leta 1527 spreobrnilo v protestantizem v neposrednem nasprotju s katoliškim samostanom (in svobodnim mestom).

### Renesansa in barok so sodobnosti
Med nemirom tridesetletne vojne (1632–1633) so obe mesti uničile cesarske sile oziroma švedske čete.
Leta 1652  je Roman Giel iz Gielsberga, opat v Kemptnu, naročil arhitektoma Michaelu Beeru in Johannu Serru iz Graubündna, da zgradita cerkev sv. Lovrenca. To je priznana kot prva velika cerkev, zgrajena v Nemčiji po koncu tridesetletne vojne.
V času napoleonskih vojn sta vojvodska opatija in cesarsko mesto prišli pod bavarsko oblast (1802–03). Končno sta bili leta 1819 obe rivalski mesti združeni v enotno občinsko celoto.
Mesto je bilo med drugo svetovno vojno lokacija dveh podtaborov koncentracijskega taborišča Dachau, v vsakem pa je bilo približno 700 zapornikov.
Claude (Claudius) Honoré Desiré Dornier, rojen v Kempten im Allgäu (14. maj 1884 - 5. december 1969) je bil nemški letalski inženir in ustanovitelj Dornier GmbH. Njegova zapuščina ostaja v nekaj letalih, poimenovanih po njem, vključno z Dornier Do 18 in letečim čolnom Dornier Do X z 12 motorji, ki je že desetletja največje in najmočnejše letalo na svetu.

## Geografija
Kempten leži med 646 m do 915 m nadmorske višine na severnem robu Alp na bregovih reke Iller, približno 35 km severno od Oberstdorfa. Glavno mesto bavarske dežele München je približno 110 km oddaljeno od Kemptna, glavnega mesta upravnega okrožja Augsburga približno 90 km.  Predmestja in bližnja mesta Kempten so Durach, Waltenhofen, Buchenberg, Wiggensbach, Lauben, Haldenwang, Wildpoldsried in Betzigau.
Od nemških mest z več kot 50.000 prebivalci je Kempten (staro mestno jedro) za Villingen-Schwenningenom (704 m) drugo najvišje ležeče.
Lokalna mestna gora Mariaberg je najvišja točka v mestu z 915 m. Nadaljnje slikovite poudarke dajejo ozki grebeni kot so Haubenschloss (759 m), Reichelsberg, Halde (700 m) v smeri sever-jug ter vzpetine Burghalde (690 m) in Lenzfrieder Höhenridge (762 m) v smeri vzhod-zahod. Na jugu nad panoramo prevladujejo Alpe.
Glavna reka je Iller; erozijski kanali, potoki in pritoki so Rottach, Kollerbach, Bachtelbach, Durach in Leubas, Ursulasrieder Bach in drugi manjši, pogosto neimenovani potoki. Napajajo vodo z grebenov in pobočij v delno grapaste zareze (Kalbsangsttobelbach) v severovzhodni ali severozahodni smeri toka Illerja. Skupna dolžina vodotokov v Kemptenu je več kot 176 km, od tega ima sam Iller le 13 km. Večja vodna telesa v Kemptnu so Bachtelweiher, Herrenwieser Weiher, Schwabelsberger Weiher in Stadtweiher; manjša sta Steufzger Weiher in ribnik v Engelhaldeparku. Vsi so umetno zajezeni, običajno pred več sto leti.

### Geologija
Z naravne prostorske perspektive Kempten sodi v predalpsko barje in hribovje – natančneje v enoto naravnega območja Illerskega predgorja, ki se je v starejši literaturi imenovala tudi Illerska mlada morenska dežela.
S strukturno-geološkega vidika poteka meja med nagubanimi kamninami, ki se štejejo na severni rob Allgäuskih Alp, in razgrnjenimi sedimenti molasne kotline. Najsevernejša tektonska enota Alp na tem območju, nagubana molasa, zavzema podzemlje južnega dela mestnega območja, medtem ko so se na severu mesta odlagale usedline nerazvite forlandske molase, ki pa kažejo upogib. plasti proti Alpam na območju mesta.
V terciarju, pred približno 35 milijoni let, so se Alpe ponovno začele dvigovati na jugu, hkrati pa je severno od gora nastala sedimentna depresija. Ta kotlina je bila del celine z rekami in sladkovodnimi jezeri. Reke, ki so pritekale iz Alp, kot je Iller, so v ta bazen (sladkovodna molasa) prenašale gramoz, prod pesek in glino in material ponovno odlagale v obliki velikih aluvialnih naplavin. Občasno je porečje poplavilo tudi morje in odlagali so se morski sedimenti, kot je peščenjak (morska molasa), ki vsebuje glavkonit.
V kvartarju, obdobju močnih podnebnih sprememb v srednji Evropi, je območje okoli Kemptna v hladnih obdobjih večkrat povozil tako imenovani ledenik Iller iz Allgäuskih Alp. Med würmsko poledenitijo, pred približno 20.000 leti, je bil ledeni rob ledenika Iller približno 2,5 km jugovzhodno od Grönenbacha. Takrat je bilo območje Kempten v celoti prekrito z ledom. Številni veliki balvani, kot je Dengelstein pri Kemptnu, pričajo o nekdanji ledeni odeji. Predvsem vzhodno od Kemptna so na planotah ohranjeni nadaljnji relikti ledenodobne obloge v obliki drumlinov (posebna oblika talne morene). Vzdolžne osi bobnov so poravnane v smeri toka ledu. V toplih obdobjih so se ledeniki topili daleč nazaj v Alpe in za seboj pustili ledeniške mline.
V obdobju, ki je sledilo, so se pretežno vijugaste reke zarezale globoko v sedimente terciarne terase. Obstajajo zgodovinski dokazi o potresih na območju okoli Kemptna, ki so povezani s tektonskimi premiki v Alpah. Eden najstarejših zabeleženih potresov v Nemčiji se je zgodil 24. februarja 1478 z magnitudo okoli 5,5 po Richterjevi lestvici.

### Varstvena območja krajine, naravni spomeniki in geotopi
Schwabelsberger Weiher, Rottachtobel, Betzigauer Moos in Iller so navedena kot krajinsko varstvena območja. V mestnem območju Kempten je okoli 70 dreves označenih kot naravni spomeniki, Lenzfrieder Höhenridge pa je velik naravni spomenik.
Preboj Illerja blizu Oberkotterna, soteska na Mariabergu pri Thingersu, polje drumlinov vzhodno od Kemptna pri Wettmannsbergu, nekdanji kamnolom južno od Tannena in pobočja Illerja severno od Kemptna  so vpisani kot geotopi.

### Deli mesta
Mestno območje sestavljajo okrožja Kempten, Sankt Lorenz in Sankt Mang.
Mestu pripadajo četrti Adelharz, Ajen, Aschen, Atzenried, Bachen, Bachtelmühle, Bachtelsteig, Bahnholz, Batzen, Bezachmühle, Binzenried, Birken, Bockarten, Borstadels, Breiten, Bremberg, Bucharts, Bühl, Bühls, Burkarts, Dolders, Dorns, Dottenried, Dreifaltigkeit, Eggen, Eich, Ellatsberg, Ellharten, Elmatried, Eppenried, Feigen, Felben, Greinats, Grub, Hafenthal, Halden, Härtnagel, Härtnagel am Mariaberg, Hasenbühl, Haslach, Haßberg, Haubensteig, Heiligkreuz, Hinterbach, Hinteregg, Hinterholz, Hinterrottach, Hirschdorf, Hochstraß, Höflings, Hohenrad, Hub, Jägers, Johannisried, Kargen, Kaurus, Kempten (Allgäu), Kindo, Klingen, Kniebos (siehe Burg Kniebos), Kollerbach, Kornangers, Lämmlings, Lauben o.d.Bruck, Lauben u.d.Bruck, Leinschwenden, Lenzfried, Letten, Leubas, Leupolz, Leupratsried, Lochbruck, Lotterberg, Lugemanns, Mariaberg, Mayrhof, Mollenmühle, Moos, Moosers, Motzen, Mühlbach, Neuhausen, Oberbühl, Obergrünenberg, Oberheggers, Oberried, Oberschmieden, Oberwang, Oberwies, Oberwittleiters, Ohnholz, Öschberg, Prestlings, Rappenscheuchen, Rauhen, Reichselsberg, Reinharts, Reisachmühle, Reiters, Ried, Riederau, Ringlers, Rockhöflings, Rößlings, Rothkreuz, Rottach, Rottachmühle, Sankt Mang, Schatten, Schelldorf, Schlatt, Schnattern, Schwabelsberg, Schwarzen, Seeangers, Segger, Seibäumen (siehe auch Franzosenbauer), Sommers, Stadtallmey, Stadtweiher, Staudach, Staudach bei Mariaberg, Steig, Steinberg, Sterklings, Steufzgen, Stiftallmey, Stiftbleiche, Stöcken, Stockers, Stoffels, Stölzlings, Stürmers, Tannach, Tannen, Thingers (I u. II), Unterbühl, Untergrünenberg, Unterheggers, Unterried, Unterschmieden, Unterwang, Unterwies, Unterwittleiters, Ursulasried, Voglsang, Vorderhalden, Vorderwaldmanns, Wegflecken, Weidach, Weidachsmühle, Weihers, Wettmannsberg, Wies, Zollhaus, Zur Rottach
Skupno je 155 okrožij. Veliko zgoraj omenjenih krajev je zraslo skupaj s Kemptenom, drugi imajo bolj ruralno strukturo.

## Podnebje
Srednje letne povprečne temperature in količine padavin v Kemptnu so v nemškem povprečju, vendar so količine padavin v zgornjem območju. S 1272 milimetri povprečnih padavin in povprečno temperaturo 6,9 stopinje Celzija na leto (od 1961 do 1990) mesto ne sodi iz okvirov zmernega podnebnega pasu.
Tako kot v celotnem vznožju Alp zaradi nabiranja oblakov pred Alpami pogosto pihajo vetrovi in močne padavine v obliki dežja ali snega. Zaradi poplavljanja reke Iller so po poplavi Whitsun leta 1999 podaljšali protipoplavni zid na levem bregu Illerja. Ukrep se je prvič izkazal med alpskimi poplavami leta 2005.

## Znamenitosti
- cerkev sv. Lovrenca (manjša bazilika)
- Cerkev sv. Manga
- Knežji samostan
- Burghalde, ruševina
- Knežja rezidenca
- Arheološki park Cambodunum
- Mestna hiša in trg
- Erasmuskapelle (podzemna kapela)

## Pomembni meščani
- Carl von Linde (1842–1934), znanstvenik in izumitelj v tehnologiji hlajenja
- Claude Dornier (1884–1969), konstruktor letal
- Ernst Mayr (1904–2005), nemško-ameriški biolog
- Søren Kam (1921–2015), danski SS obersturmfuhrer, je bil zločinec
- Günther Dollinger (rojen 1960), fizik in profesor
- Dieter Lohr (rojen 1965), pisatelj in založnik zvočnih knjig
- Friedrich Ferdinand Schnitzer (1814 – 1865), ugledni arhitekt ZDA, ki je zgradil številne strukture v nacionalnem registru zgodovinskih krajev

## Pobratena mesta
Kempten je pobraten z:
- Bad Dürkheim, Nemčija (2001)
- Quiberon, Francija (1971)
- Sligo, Irska (1990)
- Sopron, Madžarska (1987)
- Trento, Italija (1987)